# Клинтон (Ајова)
Клинтон (енгл. Clinton) град је у америчкој савезној држави Ајова. По попису становништва из 2010. у њему је живело 26.885 становника.

## Демографија
Према попису становништва из 2010. у граду је живело 26.885 становника, што је -887 (-3.2%) становника више него 2000. године.
| Група             | 2000.          | 2010.          |
| Белци             | 25.791 (92,9%) | 24.007 (89,3%) |
| Афроамериканци    | 893 (3,2%)     | 1.166 (4,3%)   |
| Азијати           | 225 (0,8%)     | 200 (0,7%)     |
| Хиспаноамериканци | 466 (1,7%)     | 883 (3,3%)     |
| Укупно            | 27.772         | 26.885         |